# Détournement d'un vol Nigerian Airways en 1993
 (octobre 2024).
Si vous disposez d'ouvrages ou d'articles de référence ou si vous connaissez des sites web de qualité traitant du thème abordé ici, merci de compléter l'article en donnant les références utiles à sa vérifiabilité et en les liant à la section « Notes et références ».
 (octobre 2024).

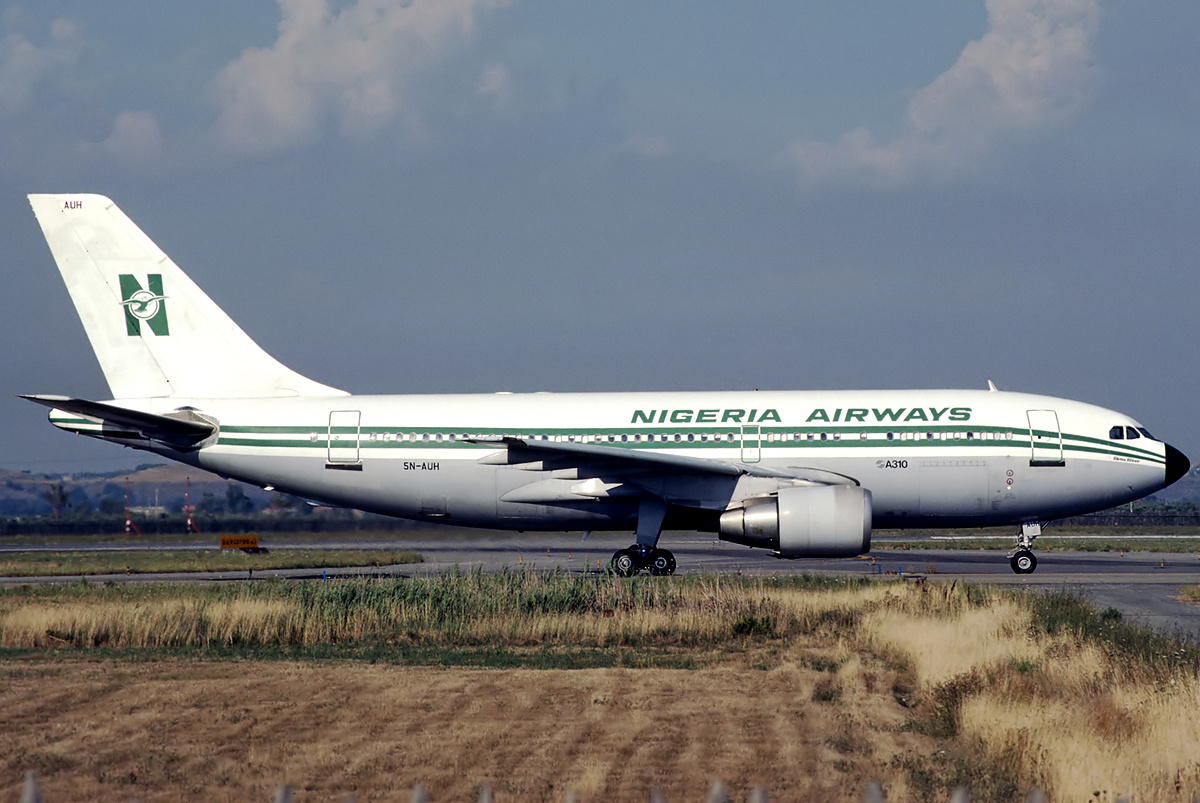
Nigeria Airways Airbus

Le détournement d'un vol Nigerian Airways est un détournement d'avion survenu le 25 octobre 1993 sur un vol Airbus A310 de la Nigeria Airways en provenance de Lagos et à destination d'Abuja. L'avion a été détourné par quatre adolescents âgés de 16 et 18 ans.

## Déroulement
Richard Ogunderu, Kabir Adenuga, Benneth Oluwadaisi et Kenny Rasaq-Lawal ont embarqué sur le vol initialement prévu de Lagos à Abuja, transportant de hauts responsables du gouvernement, dont Rong Yiren, le vice-président chinois, et des responsables du gouvernement nigérian.
Les pirates de l'air avaient prévu de détourner l'avion vers Francfort, Allemagne. Cependant, l'avion a dû faire escale à Niamey, Niger, pour se ravitailler en carburant. Lorsque l'avion a atterri à l'aéroport international Diori Hamani de Niamey, les pirates de l'air annoncent être du « Mouvement pour l'avancement de la démocratie au Nigeria ».
Les pirates de l'air exigent alors que le gouvernement intérimaire soutenu par l'armée nigériane démissionne et nomme Moshood Abiola comme président. Sinon quoi ils mettraient le feu à l'Airbus 310 dans les 72 heures si cette demande n'était pas satisfaite.
Après deux heures de négociations, 129 personnes dont Rong Yiren, le fils de l'ambassadeur chinois, ont été libérées de l'avion. Cependant, les pirates retiennent l'équipage et les responsables du gouvernement nigérian.

## Conséquences
Les pirates de l'air ont été emprisonnés 9 ans et 4 mois dans une prison au Niger. Peu de temps après le détournement, le gouvernement intérimaire d'Ernest Shonekan fut remplacé par la dictature du général Sani Abacha.

### Impact culturel
En 2024, le détournement de l'avion de Nigerian Airways en 1993 a été adapté dans le film Netflix Le Détournement (Hijack '93).